# Becinas
Becinas (en francès Bessines-sur-Gartempe) és un municipi francès situat al departament de l'Alta Viena i a la regió de la Nova Aquitània.

## Demografia
| 1962                                       | 1968  | 1975  | 1982  | 1990  | 1999  | 2006  | 2007  | 2008  |
| ------------------------------------------ | ----- | ----- | ----- | ----- | ----- | ----- | ----- | ----- |
| 3.339                                      | 3.417 | 2.982 | 3.011 | 2.988 | 2.743 | 2.900 | 2.912 | 2.876 |
| Des de 1962: població sense dobles comptes |       |       |       |       |       |       |       |       |

## Administració
| Període   | Identitat        | Partit |
| --------- | ---------------- | ------ |
| 2001-2008 | Bernard Brouille | PS     |
| 2008-     | Andréa Soyer     | PS     |